# Enghientapet
Enghientapet, tapet tillverkad i den belgiska staden Enghien (Edingen). Staden var under 1500-talet ett betydande centrum för tapetvävning. Motiven på tapeterna utgjordes huvudsakligen av mönster med växter och lövträd.